# NGC 786
NGC 786 ist eine Spiralgalaxie vom Hubble-Typ Scd im Sternbild Widder auf der Ekliptik. Sie ist schätzungsweise 203 Millionen Lichtjahre von der Milchstraße entfernt und hat einen Durchmesser von etwa 40.000 Lj.
Im selben Himmelsareal befinden sich u. a. die Galaxien NGC 792, NGC 803, IC 192, IC 1774.
Das Objekt wurde am 26. September 1865 von dem deutsch-dänischen Astronomen Heinrich Louis d’Arrest entdeckt.